# Beckmanniinae
Beckmanniinae Nevski, 1937 è una sottotribù di piante spermatofite monocotiledoni appartenente alla famiglia delle Poacee (sottofamiglia Pooideae, tribù Poeae).

## Etimologia
Il nome della sottotribù deriva dal suo genere tipo Beckmannia Host, 1805 il cui nome è stato dato in onore del botanico tedesco Johann Beckmann (1739 – 1811).
Il nome scientifico della sottotribù è stato definito dal botanico russo Sergei Arsenjevic Nevski (1908–1938) nella pubblicazione "Trudy Bot. Inst. Akad. Nauk S.S.S.R., ser. 1, Fl. Sist. Vyssh. Rast. 4: 228" del 1937.

## Descrizione

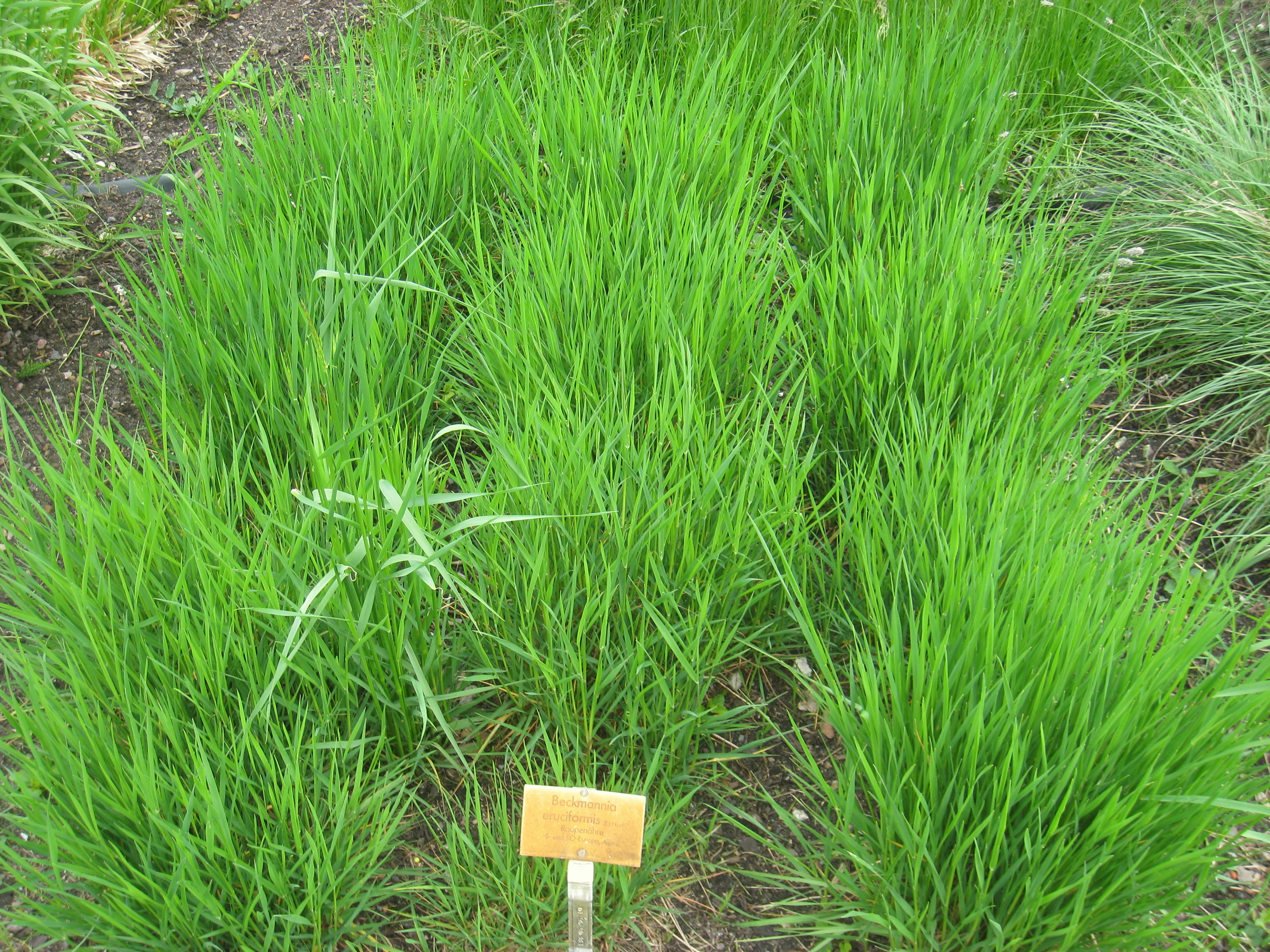
Le foglie
Beckmannia eruciformis

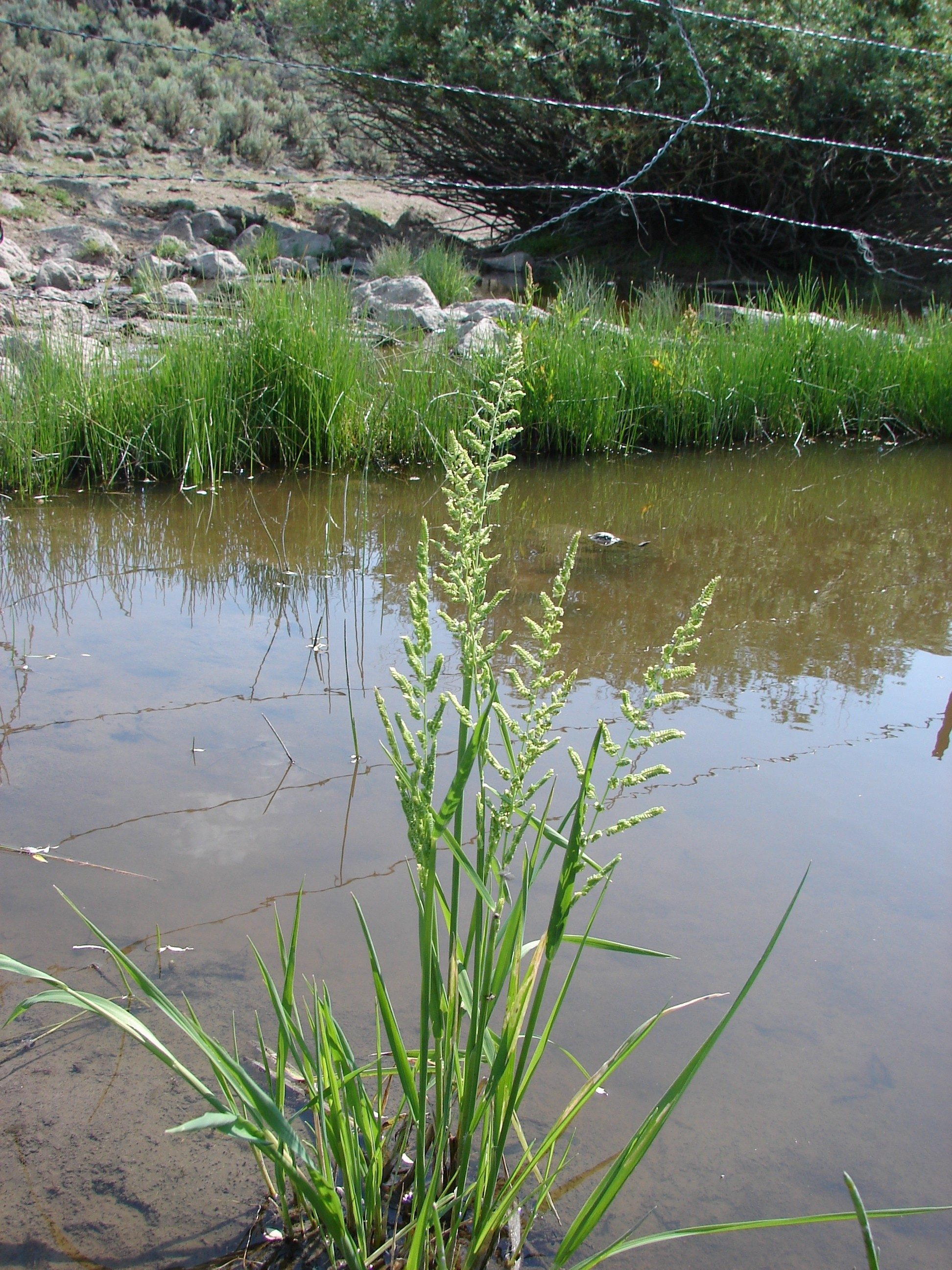
Infiorescenza
Beckmannia syzigachne

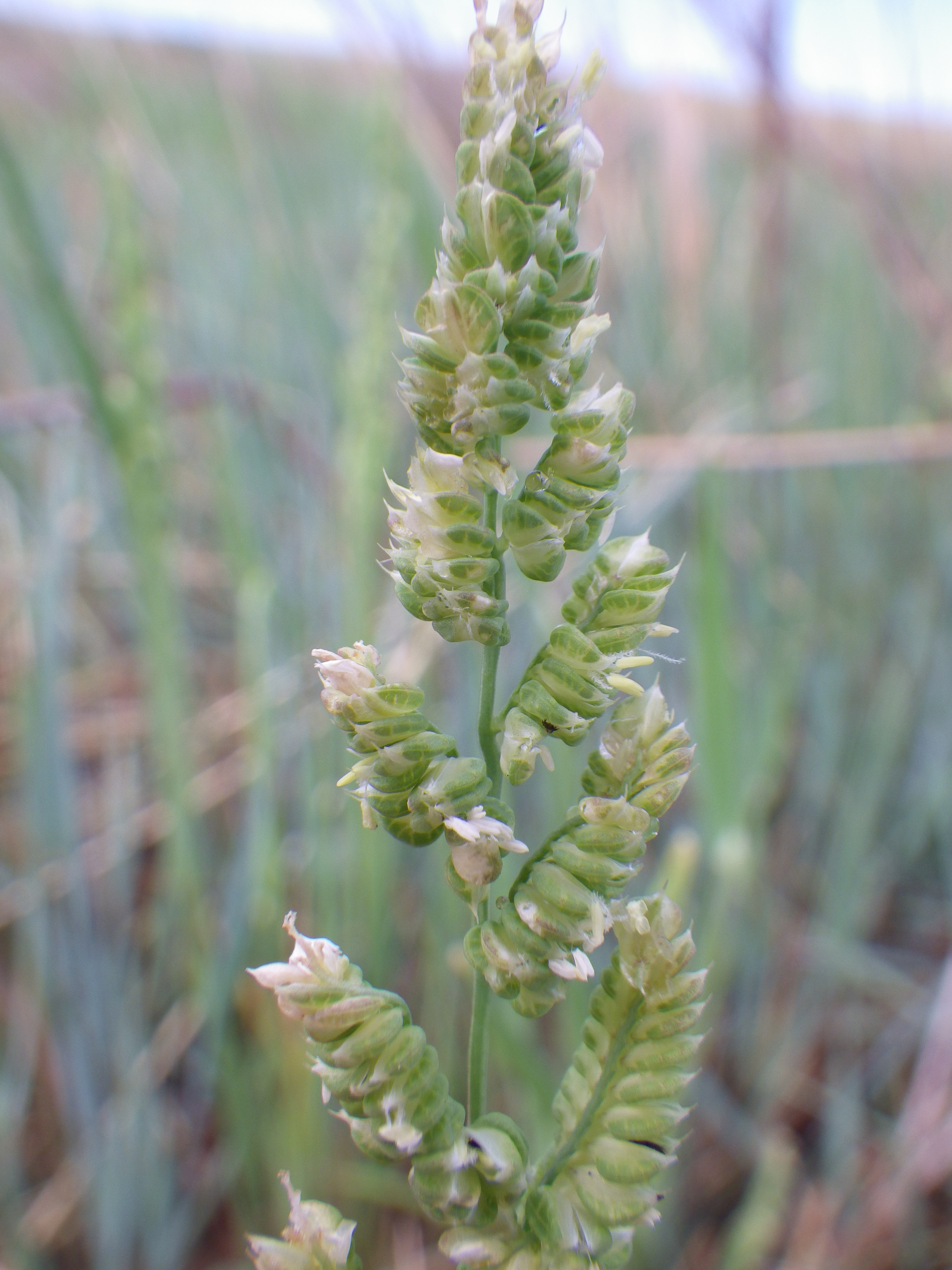
I fiori
Beckmannia syzigachne

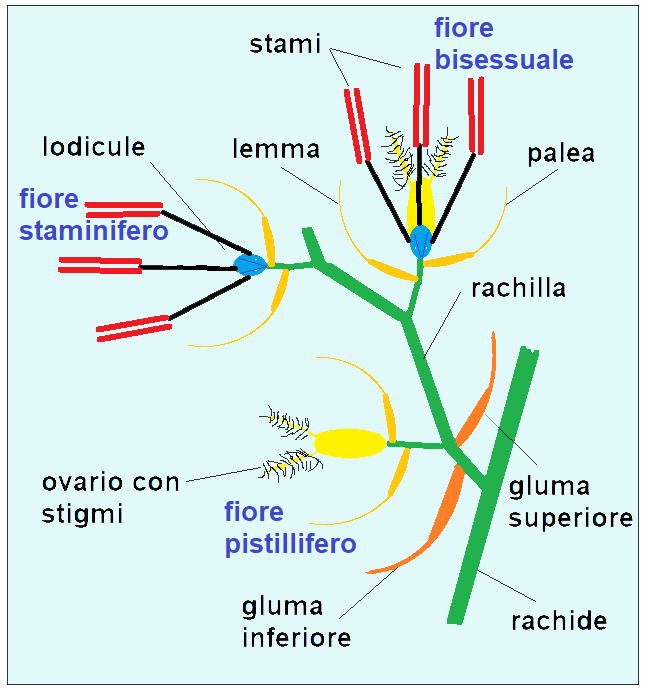
Spighetta generica con tre fiori diversi

### Portamento
Il portamento delle specie di questo gruppo in genere è cespuglioso con forme biologiche prevalentemente di tipo geofita rizomatosa (G rhiz) e cicli biologici perenni o annuali (Rhizocephalus). I rizomi possono essere striscianti. I culmi sono cavi a sezione più o meno rotonda e ingrossati ai nodi; sono eretti e possono essere bulbosi alla base. In queste piante non sono presenti i micropeli. Altezza massima 15 dm (massimo 2 cm in Rhizocephalus).

### Foglie
Le foglie lungo il culmo sono disposte in modo alterno, sono distiche e si originano dai vari nodi. Sono composte da una guaina, una ligula e una lamina. Le venature sono parallelinervie. Non sono presenti i pseudopiccioli e, nell'epidermide delle foglia, le papille.
- Guaina: la guaina, persistente, è abbracciante il fusto e in genere è priva di auricole.
- Ligula: la ligula, allungata, è membranosa e a volte è cigliata.
- Lamina: le lamine hanno delle forme generalmente lineari e piatte, larghe 5 - 10 mm; sono glabre e scabre sui bordi.

### Infiorescenza
- Infiorescenza principale (sinfiorescenza o semplicemente spiga): le infiorescenze, in genere non ramificate e formate da 8 - 20 spighette sessili, posizionate lateralmente o sui lati opposti del rachide e embricate, hanno la forma di una pannocchia aperta. L'asse centrale dell'infiorescenza può essere unico ed è allungato. La fillotassi dell'inflorescenza inizialmente è a due livelli, anche se le successive ramificazioni la fa apparire a spirale. In Rhizocephalus l'infiorescenza è capitata.
- Infiorescenza secondaria (o spighetta): le spighette, orbicolari o circolari e leggermente appiattite, sottese da due brattee distiche e strettamente sovrapposte chiamate glume (inferiore e superiore), sono formate da due fiori. Possono essere presenti dei fiori sterili; in questo caso sono in posizione distale rispetto a quelli fertili. Alla base di ogni fiore sono presenti due brattee: la palea e il lemma. La disarticolazione avviene con la rottura della rachilla sotto le glume. L'estensione della rachilla è assente. Lunghezza delle spighette: 1 – 3 cm.
- Glume: le glume sono rugose (o gibbose) e subuguali.
- Palea: la palea è un profillo con due venature; può essere cigliata.
- Lemma: il lemma, con forme lanceolate e consistenza cartilaginea, è sporgente e più o meno uncinato; possiede 5 venature longitudinali.

### Fiori
I fiori fertili sono attinomorfi formati da 3 verticilli: perianzio ridotto, androceo  e gineceo.
- Formula fiorale:[4]

*, P 2, A (1-)3(-6), G (2–3) supero, cariosside.
- Il perianzio è ridotto e formato da due lodicule, delle squame traslucide, poco visibili (forse relitto di un verticillo di 3 sepali). Le lodicule sono membranose e non vascolarizzate. In Rhizocephalus le lodicule sono assenti.

- L'androceo è composto da 2 - 3 stami ognuno con un breve filamento libero, una antera sagittata e due teche. Le antere sono basifisse con deiscenza laterale. Il polline è monoporato.

- Il gineceo è composto da 3-(2) carpelli connati formanti un ovario supero. L'ovario, glabro, ha un solo loculo con un solo ovulo subapicale (o quasi basale). L'ovulo è anfitropo e semianatropo e tenuinucellato o crassinucellato. Lo stilo, breve, è unico con due stigmi papillosi e distinti.

### Frutti
I frutti sono del tipo cariosside, ossia sono dei piccoli chicchi indeiscenti, con forme affusolate (con un becco apicale in Rhizocephalus), nei quali il pericarpo è formato da una sottile parete che circonda il singolo seme. In particolare il pericarpo è fuso al seme ed è aderente. L'endocarpo non è indurito e l'ilo è puntiforme. L'embrione è piccolo e provvisto di epiblasto ha un solo cotiledone altamente modificato (scutello senza fessura) in posizione laterale. I margini embrionali della foglia non si sovrappongono.

## Biologia
Come gran parte delle Poaceae, le specie di questo genere si riproducono per impollinazione anemogama; gli stigmi più o meno piumosi sono una caratteristica importante per catturare meglio il polline aereo. 
La dispersione dei semi avviene inizialmente a opera del vento (dispersione anemocora) e una volta giunti a terra grazie all'azione di insetti come le formiche (mirmecoria).

## Distribuzione
Le specie di questo gruppo sono presenti in Europa, Asia temperata e Nord America.

## Tassonomia
La famiglia delle Poacee comprende circa 800 generi e oltre 9.000 specie. È una delle famiglie più numerose e più importanti del gruppo delle monocotiledoni. La famiglia è suddivisa in 12 sottofamiglie, la sottotribù Beckmanniinae fa parte della tribù Poeae, sottofamiglia Pooideae.

### Generi
La sottotribù si compone di 4 generi e 6 specie:
- Beckmannia Host, 1805 (2 specie)
- Pholiurus Host ex Trin., 1820 (1 sp.)
- Pseudophleum Dogan, 1982 (2 spp.)
- Rhizocephalus Boiss., 1844 (1 sp.)

### Filogenesi
La sottotribù Beckmanniinae fa parte della tribù Poeae R.Br., 1814 (quest'ultima è compresa nella supertribù Poodae L. Liu, 1980). La tribù Poeae (formata da diverse sottotribù suddivise in alcune supersottotribù) è l'ultimo nodo della sottofamiglia Pooideae ad essersi evoluto (gli altri precedenti sono la tribù Brachyelytreae, e le supertribù Nardodae, Melicodae, Stipodae e Triticodae).
La sottotribù Beckmanniinae (non risolta come monofiletica) nell'attuale circoscrizione) appartiene al gruppo con le sequenze dei plastidi di tipo "Poeae" (definito "Poeae chloroplast groups 2 ") ed è circoscritta nella supersottotribù Poodinae Soreng & L.J. Gillespie, 2017 (chiamata anche PAM clade). La supersottotribù Poodinae comprendente alcune sottotribù (Poinae, Miliinae, Phleinae e Avenulinae) e il gruppo denominato "ABCV clade" comprendente ( in posizione politomica) le sottotribù Beckmanniinae, Cinninae, Alopecurinae, Ventenatinae e altri cladi minori. Ulteriori studi sono necessari per avere informazioni più dettagliate e precise in quanto la struttura sopra descritta non è l'unica che emerge dalle analisi filogenetiche attuali.
In precedenti studi i generi di questo gruppo erano descritti nella sottotribù Poinae (ora composta dal solo genere Poa).
Le seguenti sinapomorfie sono relative a tutta la sottofamiglia (Pooideae):
- la fillotassi dell'inflorescenza inizialmente è a due livelli;
- le spighette sono compresse lateralmente;
- i margini embrionali della foglia non si sovrappongono;
- l'embrione è privo della fessura scutellare.

Le sinapomorfie relative alla tribù Poeae sono:
- l'ilo è puntiforme;
- dei lipidi (grassi) sono presenti nell'endosperma;
- le lodicule sono prive di ciglia;
- l'ovario è glabro.

Per le specie di questa voce sono state trovate le seguenti sinapomorfie:
- Beckmannia: I rami primari dell'infiorescenza non sono ramificati, e portati su un asse centrale allungato; le spighette sono posizionate da un lato e sono embricate; la forma delle spighette è orbicolare o circolare e leggermente appiattita; la disarticolazione avviene con la rottura della rachilla sotto le glume; le glume sono gibbose.
- Rhizocephalus: le infiorescenze sono circondate da una guaina fogliare; i margini delle glume sono fusi; i peli dei lemmi sono a forma di clava; le lodicule sono assenti; gli stami sono due; il cariosside ha un becco apicale.

### Specie della flora italiana
Nella flora spontanea della penisola italiana sono presenti i seguenti generi/specie di questo gruppo:
- Beckmannia: una specie (Beckmannia eruciformis (L.) Host)
- Pholiurus: una specie (Pholiurus pannonicus (Host) Trin.) forse non più presente in Italia.